# أحمد فخري
 أحمد فخري (23 مايو 1905 - 1973). لقب بكبير وشيخ الأثريين. كما لقب أيضا براهب الصحراء.

## مؤلفاته
- الأهرامات المصرية
- مصر الفرعونية
- الواحات البحرية
- واحة سيوة
- دراسات في تاريخ الشرق القديم
- بين آثار العالم العربي
- اليمن ماضيها وحاضرها
- رحلة أثرية إلى اليمن (ترجمة الدكتور / هنرى رياض - الدكتور / يوسف محمد عبد الله)

كما قام بترجمة
- انتصار الحضارة، تاريخ. الشرق الأدنى تأليف جيمس هنري برستد.
- شجرة الحضارة: قصة الإنسان منذ فجر ما قبل التاريخ حتي بداية العصر الحديث تأليف رالف لنتون.
- أهرامات مصر تأاليغ الدكتور/ ادوارز.

## الاكتشافات الآثرية
- معابد عين المفتلة

وهي عبارة عن هضبة رملية مرتفعه في مدينة القصر. وتطل هذه الهضبة على مناطق زراعية محاطة بمجموعة من الجبال والهضاب وتوجد بها أربع معابد كلا«منها مستقل عن الآخر وقد تم اكتشاف أول هذه المعابد في عام 1901 أما المعابد الثلاثة الباقية تم اكتشافها بواسطة الدكتور أحمد فخري في النصف الأول من القرن العشرين ثم أعيد اكتشافها مرة أخرى خلال السنوات الماضية بعد أن طمسطها الرمال ألا انه قد تم إعادة ردمها مرة أخرى حفاظا» عليها.
- مقبرة هضبة السوبي

اكتشفت هذه المقابر من خلال الدكتور /أحمد فخري في النصف الأول من القرن العشرين أي ان مدخل هذه المقبرة قد طمست وأصبح إيجادها معذورا«إلا انه قد تم مؤخرا» إعادة اكتشاف هذه المقابر الموجودة اسفل منازل الأهالي في الباويطى. وقد عثر علي مقابر أخرى لم يتحدث عنها أحمد فخري من قبل، حيث قامت البعثة بالنزول الي نفق أرضي بعمق أكثر من12 مترا ووجدت العديد من المقابر الملونة التي تؤرخ بعصر الأسرة 26 المعروفة باسم العصر الصاوي (664 ـ525 ق.م).
- مقبرة ومعبد (زد – خنسو – أف – عنخ) حاكم الواحات البحرية

خلال عصر الفرعون (اماسيس) من الأسرة 26 وقد وجدها الدكتور / أحمد فخري في النصف الأول من القرن العشرين ثم طمست معالم مداخلها وجارى التنقيب عنها مجددا" ألان.
- منطقة سن العجوز

وتشغل حافة الجبانة الشرقية لهرم الملك خوفو وقد شيد كبار موظفي الأسرة السادسة مقابر مقطوعة في الصخر كشف عن بعضها العالم الجليل أحمد فخري، وقد قام الدكتور زاهي حواس بعمل حفائر في هذا الموقع عام1977, خاصة في المنطقة شمال شرق أبو الهول.
- مقابر المزوقة

تقع على مسافة 5 كم من القصر وعلى بعد 37 كم من مدينة (موط) الداخلة ولها طريق ممهد، وهي عبارة عن جبانة ترجع إلى العصر الرومانى وتضم مقابر منحوتة في الصخر وعليها نقوش زاهية تمثل خيرات الواحات ومنها إله الزرع وإله الماء ومزارع الشعير والنخيل والطيور والتحنيط والحساب والعقاب، واكتشفت عام 1973م على يد د / أحمد فخرى وبها مقبرتين لشخصين أحدهما بادى اوزير والآخر بادى باستت.[بحاجة لمصدر]

## واحة الغروب
تأثر الروائي بهاء طاهر بكتاب الدكتور أحمد فخري عن سيوة وقام بتأليف رواية واحة الغروب وتمر احداث الرواية بين الواقع والخيال في “واحة سيوة” وهي تدور في عصور تاريخية مختلفة. وقد حازت الرواية على جائزة البوكر العربية لعام 2008.

## حادثة سرقة ست من عصى توت عنخ آمون الأثرية
بعد انتهاء عرض مجموعة «توت عنخ آمون» الشهيرة بمدينة «شيكاغو» الأمريكية وأثناء اشراف الدكتور أحمد فخري على عملية التغليف لاحظ
استبدال ست من عصى توت عنخ آمون الأثرية بمثيله لها ـ شكلا ومعدنا ـ مقلدة بإتقان شديد. وعند ابلاغه لرئاسة الجمهورية بالموضوع كان الرد بعودته للقاهرة فورا وإرسال بديل له ليصاحب المعرض في باقي المدن الأمريكية.

## وصلات خارجية
- أحمد فخري على موقع أرشيف الشارخ.
- كشفه لم يأت مصادفة.. وادي المومياوات الذهبية. الكشف يعد الثاني والأهم في القرن العشرين بعد توت عنخ آمون
- مــع الأيـام في الواحـات البحريـة بقلم: سكينة فؤاد
- آثار وأسرار قصة أهرام مصر-2: حكاية هرم ميدوم بقلم: د. زاهي حواس
- آثار وأسرار قصة أهرام مصر20: حماية الإبداع الفكري للفراعنة.. وللمصريين!! بقلم: د. زاهي حواس
- اكتشاف مقبرة حاكم الواحات البحرية و100 مومياء بوادي المومياوات[وصلة مكسورة]
- في كشف أثري جديد: اكتشاف11 مومياء لعائلة واحدة!العائلة عاشت منذ1800 عام بالواحات البحرية في عصر الملك أحمس الثاني.
- 2 ـ أون أول جامعة في الدنيا بقلم: د. نعمات أحمد فؤاد
- آثار وأسرار قصة أهرام مصر.. محاولة لفهم الحقيقة!بقلم: د. زاهي حواس
- آثار وأسرار سيوة.. وأخواتها العشر! بقلم: د. زاهي حواس
- اكتشاف تمثال للملك سنفرو بواسطة الدكتور احمد فخري
- الرد علي المزاعم والأباطيل الصهيونية حول بناء أهرامات الجيزة
- الآثار القبطية بالصحراء المصرية
- نموذج القوة المصرية الملك منفتاح يؤدب إسرائيل بقلم: د.إبراهيم البحراوى